# 들장미 소녀 제니
들장이 소녀 제니는 도쿄 무비 신사가 제작한 TV 애니메이션 시리즈이다. 오스트레일리아를 무대로 한다. 1983년 4월 9일부터 1984년 2월 25일까지 TV 아사히에서 총 45화로 방영되었다.
대한민국에서는 《들장미 소녀》라는 제목으로 1985년 4월 24일부터 1985년 9월 4일까지 KBS1를 통해 방영되었다. 

## 이야기
제니는 오스트레일리아에서 밝은 성격의 아이로 자란다. 그런데 제니는 자신이 그 집안의 친딸인 걸로 알고 있었지만, 아벨과 아더는 진실을 알고있었기 때문에 제니를 여자로서 좋아하게 된다.

## 등장인물
- 제니
- 아벨
- 아더
- 케빈

## 주제가
- 오프닝과 엔딩: 들장미 소녀 주제가